# Ordinamento giudiziario
Per ordinamento giudiziario, in diritto, si intende l'insieme delle norme che regolano l'attività giurisdizionale, cioè l'attività di risoluzione delle controversie da parte di giudici terzi e imparziali, che al fine di risolvere le controversie loro presentate interpretano e applicano le leggi.

## Nel mondo
Il principio di indipendenza della magistratura rappresenta uno dei valori fondamentali di un sistema costituzionale, e trova conferma nei principi contenuti nella Convenzione europea dei diritti dell'uomo, laddove si fa riferimento al giusto processo.